# PEN-Leiter
Ein PEN-Leiter (Abk. für englisch protective earth neutral ‚Schutzerde neutral‘) ist ein Leiter, der zugleich die Funktionen des Schutzleiters (PE) und des Neutralleiters (N) erfüllt. Ein Leiter mit solcher Doppelfunktion ist nur in einem TN-C-System möglich.
In älteren Normen wurde der PEN-Leiter mit funktional gleicher Bedeutung bis etwa 1991 als „Null-Leiter“ bezeichnet obgleich die offizielle Umbenennung in „PEN-Leiter“ bereits 1973 erfolgte. Der Null-Leiter wurde in Deutschland ursprünglich in grauer und ab Dezember 1965 in blauer Farbe, in der Schweiz ursprünglich in gelber, dann in hellblauer und blauer Farbe ausgeführt. Der Schutzleiter (PE) hingegen ist mit grün-gelber Farbe gekennzeichnet. Ursprünglich hatte der Schutzleiter in Deutschland eine rote, in der Schweiz eine gelb-rote Farbkennzeichnung (siehe historische Entwicklung des Schutzleiters).
Da der PEN-Leiter Schutzleiter-Funktion hat, darf er nicht getrennt von den Außenleitern steckbar und nicht schaltbar sein, auch nicht durch Überstromschutzeinrichtungen. Es ist/sind nur der/die Außenleiter zu trennen oder eine mechanisch gekoppelte zwei- oder vierpolige Schaltvorrichtung zu verwenden.
In Neuanlagen sind PEN-Leiter in Deutschland seit Mai 1973, in Österreich seit Januar 1976 nur fest verlegt mit einem Leiterquerschnitt von mindestens 10 mm² Kupfer oder 16 mm² Aluminium erlaubt. In der Schweiz ist bei Neuinstallationen die Nullung Schema III („klassische Nullung“) seit 1974 verboten. Diese Maßnahme wurde aufgenommen, um die Wahrscheinlichkeit eines (z. B. durch mechanische Einflüsse) unterbrochenen PEN-Leiters gering zu halten. In Deutschland wurde das in die VDE 0100 aufgenommen. Indirekt unterbindet die Festlegung auf einen großen Mindestquerschnitt auch die bis dahin übliche Praxis der „klassischen Nullung“ mittels kurzer Verbindung vom Nullleiter- zum Schutzleiter-Anschluss an Schuko- sowie SN-441011-Steckdosen.
Eine Unterbrechung des PEN-Leiters hebt nicht nur die Schutzwirkung auf, sondern birgt bei weiterhin aktiven Außenleitern zusätzliche Gefahren für Stromunfälle. Gehäuse von Verbrauchsmitteln der Schutzklasse I, wie Waschmaschinen und Kühlschränke, können eine Teil-Spannung eines Außenleiters hinauf bis zu 230 Volt gegen Erde führen. Durch den unterbrochenen PEN-Leiter kann kein Erdschlussstrom fließen und die Schutzmaßnahme „automatische Abschaltung der Versorgungsspannung“ durch Auslösung der Absicherung ist wirkungslos. Dadurch ist für einen Menschen, der diese Geräte berührt, ein lebensgefährlicher elektrischer Schlag möglich. Außerdem kann kein Arbeitsstrom fließen und die angeschlossenen Geräte funktionieren nicht, was bei einem Laien den Eindruck erwecken kann, es sei keine Spannung vorhanden.
Eine Unterbrechung des PEN-Leiters führt ferner (im Netzabschnitt hinter der Unterbrechung) dazu, dass der Sternpunkt im Wechselstromnetz nicht mehr auf Nullpotential gehalten wird. Bei den gängigen Sternschaltungen in den Verbrauchernetzen entsteht so ein schwebender Sternpunkt, dessen Potential vom Widerstand der aktuellen Verbraucher an den drei Außenleitern abhängig ist und durch Schaltvorgänge extrem variieren kann. Dadurch können an einem 230-V-Verbraucherkreis im Extremfall bis nahezu 400 V anliegen.
- Beispiel: An einem Außenleiter ist ein Heizgerät mit 3680 Watt (entsprechend 14,4 Ohm) und an einem anderen Außenleiter ist ein Lötkolben mit 20 Watt (entsprechend 2645 Ohm) angeschlossen. Der andere Pol beider Geräte ist über den gemeinsamen PEN-Leiter mit dem Sternpunkt des Stromnetzes verbunden. Damit liegen an den Geräten jeweils 230 Volt an. Wenn jedoch der PEN-Leiter unterbrochen wird und die Verbindung zum Sternpunkt fehlt, liegen die beiden Widerstände in Serie an 400 V und bilden einen Spannungsteiler, auf dem sich die Spannung im Verhältnis der Widerstände verteilt. Der Lötkolben wird dann mit 397,8 V betrieben, das Heizgerät dagegen nur mit 2,2 V.

Farbgebung PEN-Leiter

PEN-Leiter müssen in den D-A-CH-Ländern für Neuanlagen mit der Farbkombination Grün-Gelb über die gesamte Länge und zusätzlich mit blauer Markierung an den Leiterenden gekennzeichnet sein. Für bestehende PEN-Leiter (mit ausreichendem Querschnitt) ist auch eine Farbkennzeichnung in blauer Farbe über die gesamte Länge zulässig, wenn sie an den Leiterenden mit grün-gelber Markierung versehen werden. Der PEN-Leiter wird vereinbarungsgemäß nicht als aktiver Leiter bezeichnet.
In Anschlussleitungen beweglicher Geräte und in neuen Hausinstallationen kann der PEN-Leiter nicht mehr angewendet werden. Als allgemeiner Standard (mit lokalen Ausnahmen) kann heute in D-A-CH die Versorgung mit einem TN-C-Netz mit drei Außenleitern und mit einem PEN-Leiter am Übergabepunkt vom Netzbetreiber zum Kunden gesehen werden. Gemäß aktueller TAB erfolgt möglichst noch im Hauptstromversorgungssystem (meist im Hausanschlusskasten) die Aufteilung des PEN-Leiters in einen N- und einen PE-Leiter und eine 5-polige Weiterführung der Installation ausschließlich als TN-C-S-Netz. Unmittelbar von der PEN-Aufteilung wird ein PEN-Leiter (entsprechenden Querschnittes) zur Haupterdungsschiene (früher Hauptpotentialausgleich) geführt. Ab dem Übergang vom TN-C- zum TN-C-S-System werden Schutzleiter (PE) und Neutralleiter (N) im weiteren Leitungsverlauf strikt getrennt geführt. Gemäß DIN VDE 0100-540:2012-06 (Abschnitt 543.4.3) ist es nicht zulässig, den Neutralleiter im weiteren Leitungsverlauf mit irgendeinem anderen geerdeten Teil der Anlage zu verbinden oder wieder mit dem Schutzleiter zusammenzuführen.
In der aktuellen Ausgabe der DIN VDE 0100-540:2012-06 wird in Abschnitt 543.4 ergänzend zu früheren Versionen die Behandlung des PEN-, PEL- oder PEM-Leiters detailliert und unmissverständlich dargestellt.